# Жеремі Бога
Жеремі Бога (фр. Jérémie Boga, нар. 3 січня 1997, Марсель) — французький та івуарійський футболіст, нападник французької «Ніцци» і національної збірної Кот-д'Івуару.

## Клубна кар'єра
Народився 3 січня 1997 року у французькому Марселі в родині вихідців з Кот-д'Івуару. 2009 року був запрошений до академії англійського «Челсі». У сезоні 2014/15 розпочав дорослу кар'єру, провівши того року одну гру за основну команду «Челсі».
До основного складу лондонської команди не пробився і протягом 2015—2018 років грав на умовах оренди за французький «Ренн», іспанську «Гранаду» та англійський друголіговий «Бірмінгем Сіті».
21 липня 2018 року уклав п'ятирічний контракт з італійським «Сассуоло», якому трансфер нападника обійшовся орієнтовно в 3,5 мільйони фунтів. Відіграв за цю команду 3,5 сезони, взявши участь у понад 100 іграх цсіх турнірів.
Наприкінці січня 2022 року був орендований «Аталантою», яка за півроку викупила його контракт за 22 мільйони євро.
За рік, влітку 2023 року, перебрався за 18 мільйонів євро до французької «Ніцци».

## Виступи за збірні
2012 року дебютував у складі юнацької збірної Франції (U-16), загалом на юнацькому рівні взяв участь у 12 іграх, відзначившись 2 забитими голами.
Маючи івуарійське походження, 2017 року погодився на рівні національної команди захищати кольори цієї африканської країни і дебютував в офіційних матчах у складі національної збірної Кот-д'Івуару.
| Дата       | Місто        | Господарі         | Результат               | Гості             | Турнір                                     | Голи | Примітки |
| ---------- | ------------ | ----------------- | ----------------------- | ----------------- | ------------------------------------------ | ---- | -------- |
| 10-6-2017  | Буаке        | Кот-д'Івуар       | 2 – 3                   | Гвінея            | Відбір до Кубка африканських націй 2019    | -    | 77'      |
| 5-6-2021   | Абіджан      | Кот-д'Івуар       | 2 – 1                   | Буркіна-Фасо      | товариський матч                           | -    | 46'      |
| 12-6-2021  | Кейп-Кост    | Гана              | 0 – 0                   | Кот-д'Івуар       | товариський матч                           | -    | 58'      |
| 3-9-2021   | Мапуту       | Мозамбік          | 0 – 0                   | Кот-д'Івуар       | Відбір до ЧС 2022                          | -    | 62'      |
| 6-9-2021   | Абіджан      | Кот-д'Івуар       | 2 – 1                   | Камерун           | Відбір до ЧС 2022                          | -    | 69'      |
| 8-10-2021  | Йоганнесбург | Малаві            | 0 – 3                   | Кот-д'Івуар       | Відбір до ЧС 2022                          | 1    | 72'      |
| 11-10-2021 | Котону       | Кот-д'Івуар       | 2 – 1                   | Малаві            | Відбір до ЧС 2022                          | -    | 75'      |
| 26-1-2022  | Дуала        | Кот-д'Івуар       | 0 – 0 д.ч. (4 – 5 п.п.) | Єгипет            | Кубок африканських націй 2021 - 1/8 фіналу | -    | 72'      |
| 3-6-2022   | Ямусукро     | Кот-д'Івуар       | 3 – 1                   | Замбія            | Відбір до Кубка африканських націй 2023    | -    | 64'      |
| 9-6-2022   | Йоганнесбург | Лесото            | 0 – 0                   | Кот-д'Івуар       | Відбір до Кубка африканських націй 2023    | -    | 62'      |
| 24-3-2023  | Буаке        | Кот-д'Івуар       | 3 – 1                   | Коморські Острови | Відбір до Кубка африканських націй 2023    | -    | 72'      |
| 28-3-2023  | Мороні       | Коморські Острови | 0 – 2                   | Кот-д'Івуар       | Відбір до Кубка африканських націй 2023    | -    | 66'      |
| Усього     |              | Матчів            | 12                      |                   | Голів                                      | 1    |          |

## Титули і досягнення
- Переможець Юнацької ліги УЄФА: 2014-15

Збірні
- Переможець Кубка африканських націй: 2024